# Specie di Lilium
Elenco delle Specie di Lilium:

## A
- Lilium akkusianum Gämperle
- Lilium albanicum Griseb.
- Lilium amabile Palib.
- Lilium amoenum E.H.Wilson ex Sealy

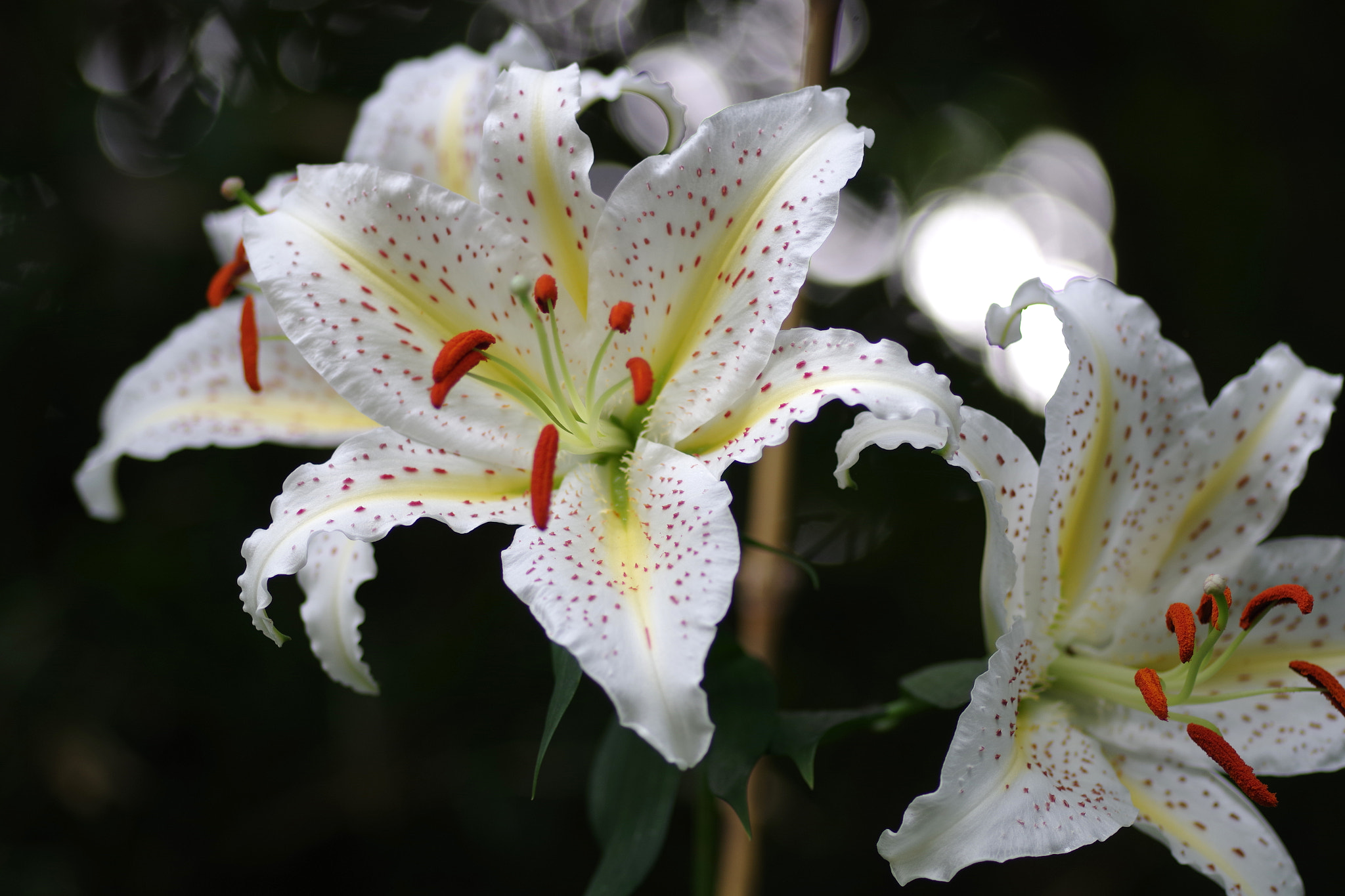
Lilium auratum

- Lilium anhuiense D.C.Zhang & J.Z.Shao
- Lilium apertum Franch.
- Lilium arboricola Stearn
- Lilium armenum (Miscz. ex Grossh.) Manden.
- Lilium auratum Lindl.

## B
- Lilium bakerianum Collett & Hemsl.

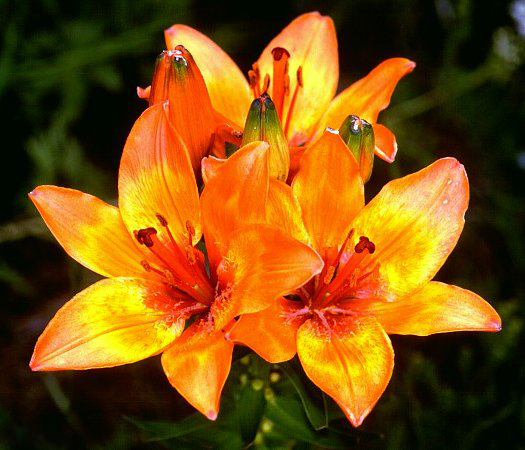
Lilium bulbiferum

- Lilium basilissum (Farrer ex W.E.Evans) Y.D.Gao
- Lilium bolanderi S.Watson
- Lilium bosniacum (Beck) Fritsch
- Lilium brevistylum (S.Yun Liang) S.Yun Liang
- Lilium brownii F.E.Br. ex Miellez
- Lilium bulbiferum L.

## C
- Lilium callosum Siebold & Zucc.
- Lilium canadense L.
- Lilium candidum L.

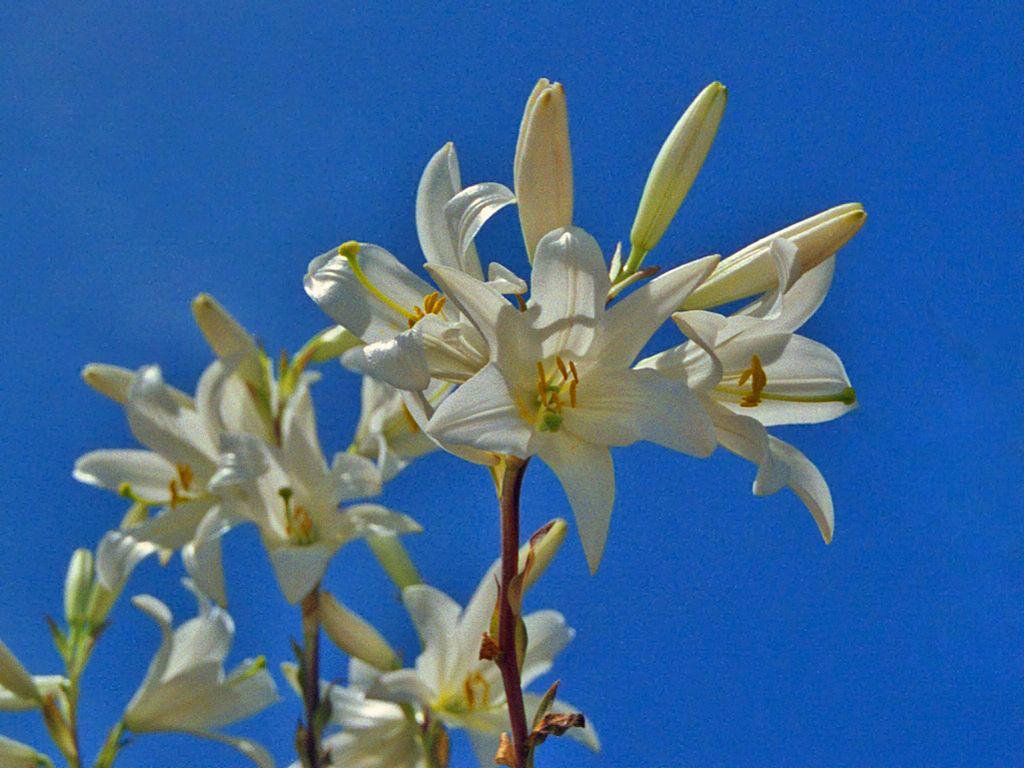
Lilium candidum

- Lilium carniolicum Bernh. ex W.D.J.Koch
- Lilium catesbaei Walter
- Lilium cernuum Kom.
- Lilium chalcedonicum L.
- Lilium ciliatum P.H.Davis
- Lilium columbianum Leichtlin
- Lilium concolor Salisb.

## D

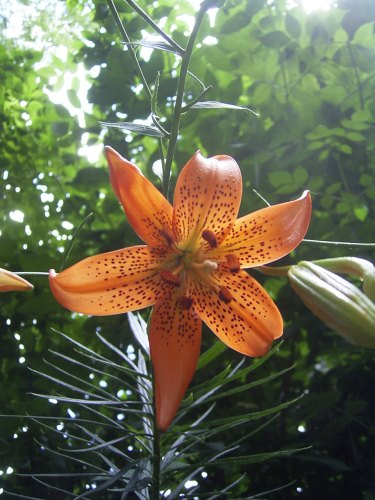
Lilium davidii

- Lilium davidii Duch. ex Elwes
- Lilium debile Kittlitz
- Lilium distichum Nakai ex Kamib.
- Lilium duchartrei Franch.

## E
- Lilium × elegans Thunb.
- Lilium eupetes J.M.H.Shaw

## F
- Lilium fargesii Franch.
- Lilium floridum J.L.Ma & Yan J.Li
- Lilium formosanum Wallace

## G
- Lilium georgei (W.E.Evans) Sealy
- Lilium gongshanense (Y.D.Gao & X.J.He) Y.D.Gao
- Lilium grayi S.Watson

## H

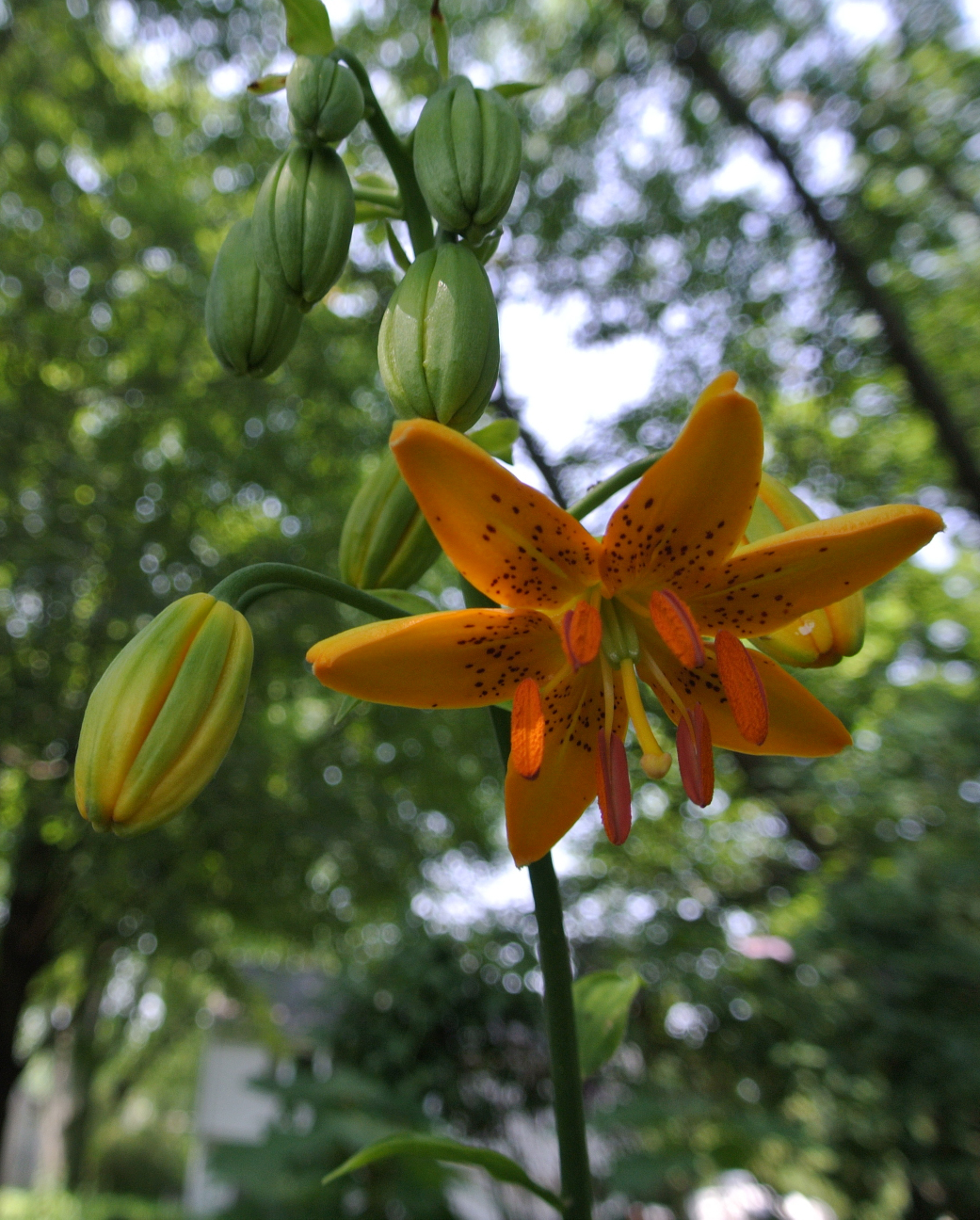
Lilium hansonii

- Lilium hansonii Leichtlin ex D.D.T.Moore
- Lilium henrici Franch.
- Lilium henryi Baker
- Lilium humboldtii Roezl & Leichtlin ex Duch.

## I
- Lilium iridollae M.G.Henry

## J
- Lilium jankae A.Kern.
- Lilium japonicum Thunb. ex Houtt.

## K

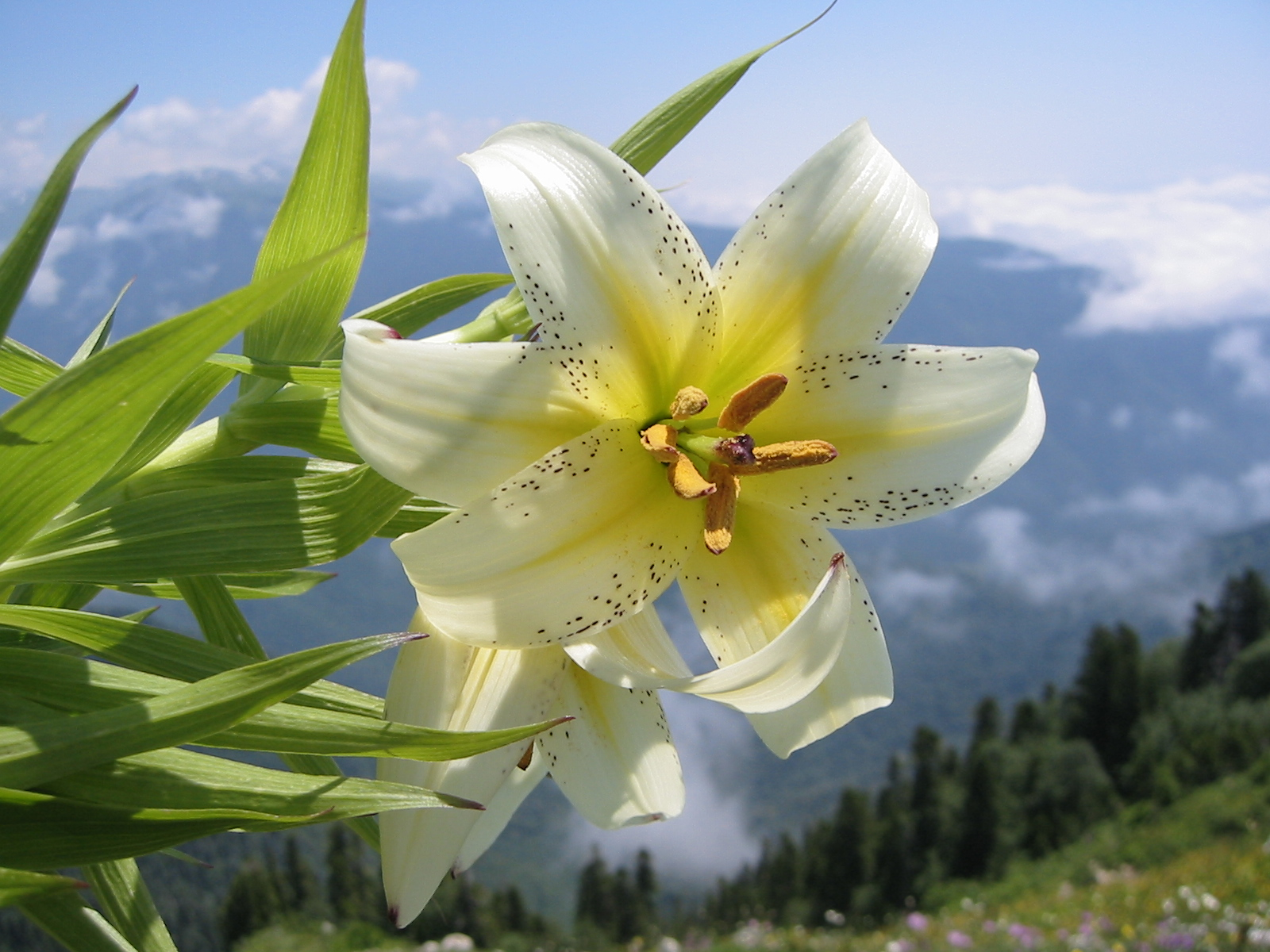
Lilium kesselringianum

- Lilium kelleyanum Lemmon
- Lilium kelloggii Purdy
- Lilium kesselringianum Miscz.

## L
- Lilium lancifolium Thunb.
- Lilium lankongense Franch.
- Lilium ledebourii (Baker) Boiss.
- Lilium leichtlinii Hook.f.
- Lilium leucanthum (Baker) Baker
- Lilium longiflorum Thunb.
- Lilium lophophorum (Bureau & Franch.) Franch.

## M
- Lilium mackliniae Sealy
- Lilium maculatum Thunb.
- Lilium maritimum Kellogg
- Lilium martagon L.
- Lilium matangense J.M.Xu
- Lilium medeoloides A.Gray
- Lilium medogense S.Yun Liang

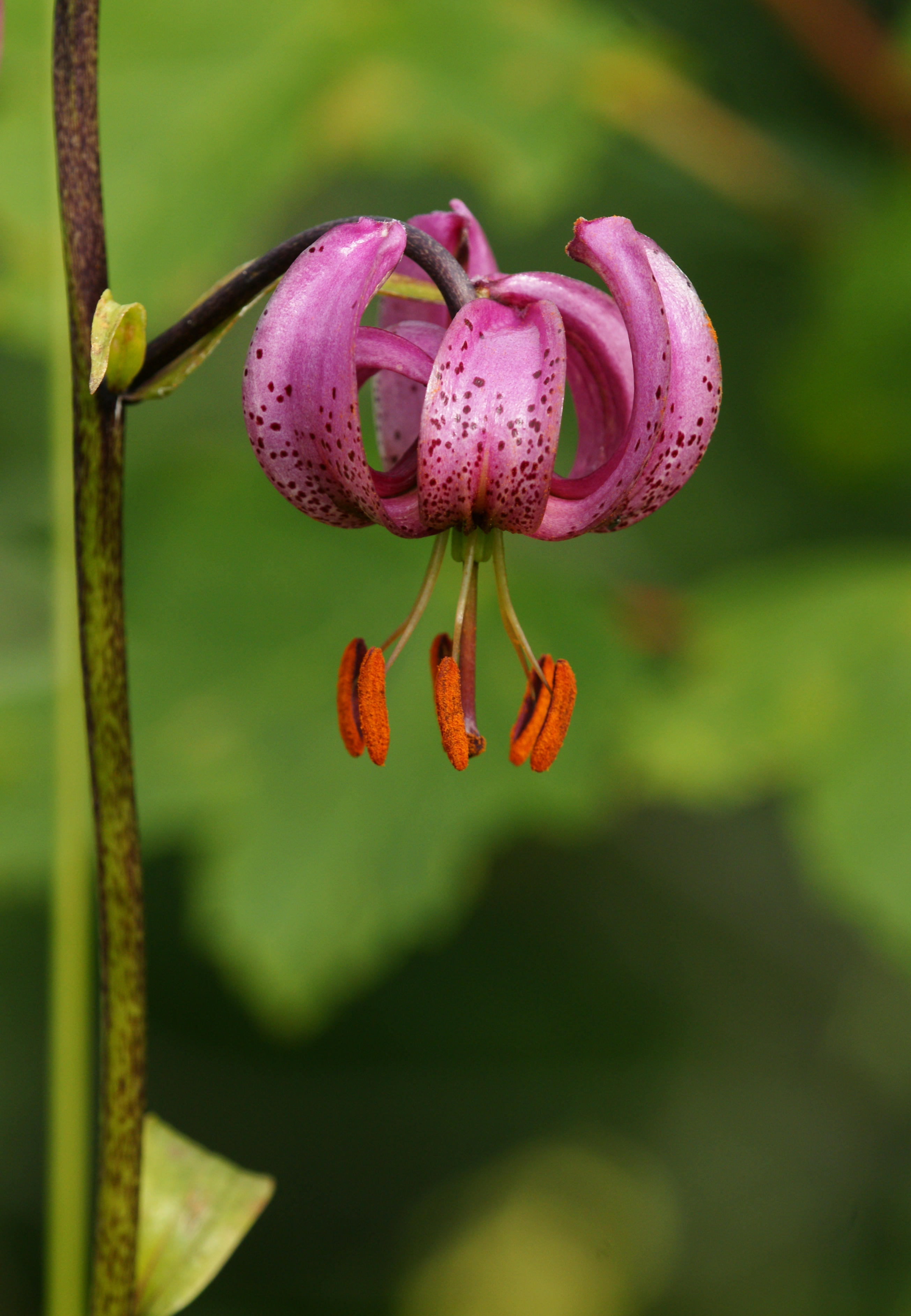
Lilium martagon

- Lilium meleagrina (Franch.) Y.D.Gao
- Lilium michauxii Poir.
- Lilium michiganense Farw.
- Lilium monadelphum M.Bieb.

## N
- Lilium nanum Klotzsch
- Lilium nepalense D.Don
- Lilium nobilissimum (Makino) Makino

## O
- Lilium occidentale Purdy
- Lilium oxypetalum (D.Don) Baker

## P
- Lilium papilliferum Franch.
- Lilium paradoxum Stearn
- Lilium pardalinum Kellogg

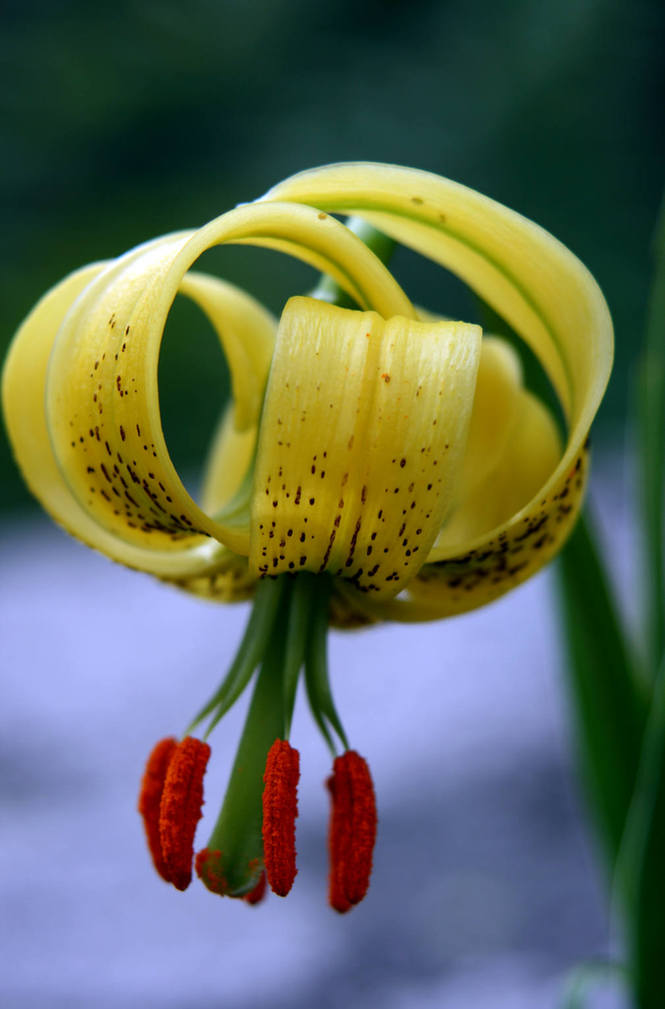
Lilium pyrenaicum

- Lilium pardanthinum (Franch.) Y.D.Gao
- Lilium parryi S.Watson
- Lilium parvum Kellogg
- Lilium pensylvanicum Ker Gawl.
- Lilium philadelphicum L.
- Lilium philippinense Baker
- Lilium pinifolium L.J.Peng
- Lilium poilanei Gagnep.
- Lilium polyphyllum D.Don
- Lilium pomponium L.
- Lilium ponticum K.Koch
- Lilium primulinum Baker
- Lilium procumbens Aver. & N.Tanaka
- Lilium puerense Y.Y.Qian
- Lilium pumilum Delile
- Lilium pyi H.Lév.
- Lilium pyrenaicum Gouan
- Lilium pyrophilum M.W.Skinner & Sorrie

## R

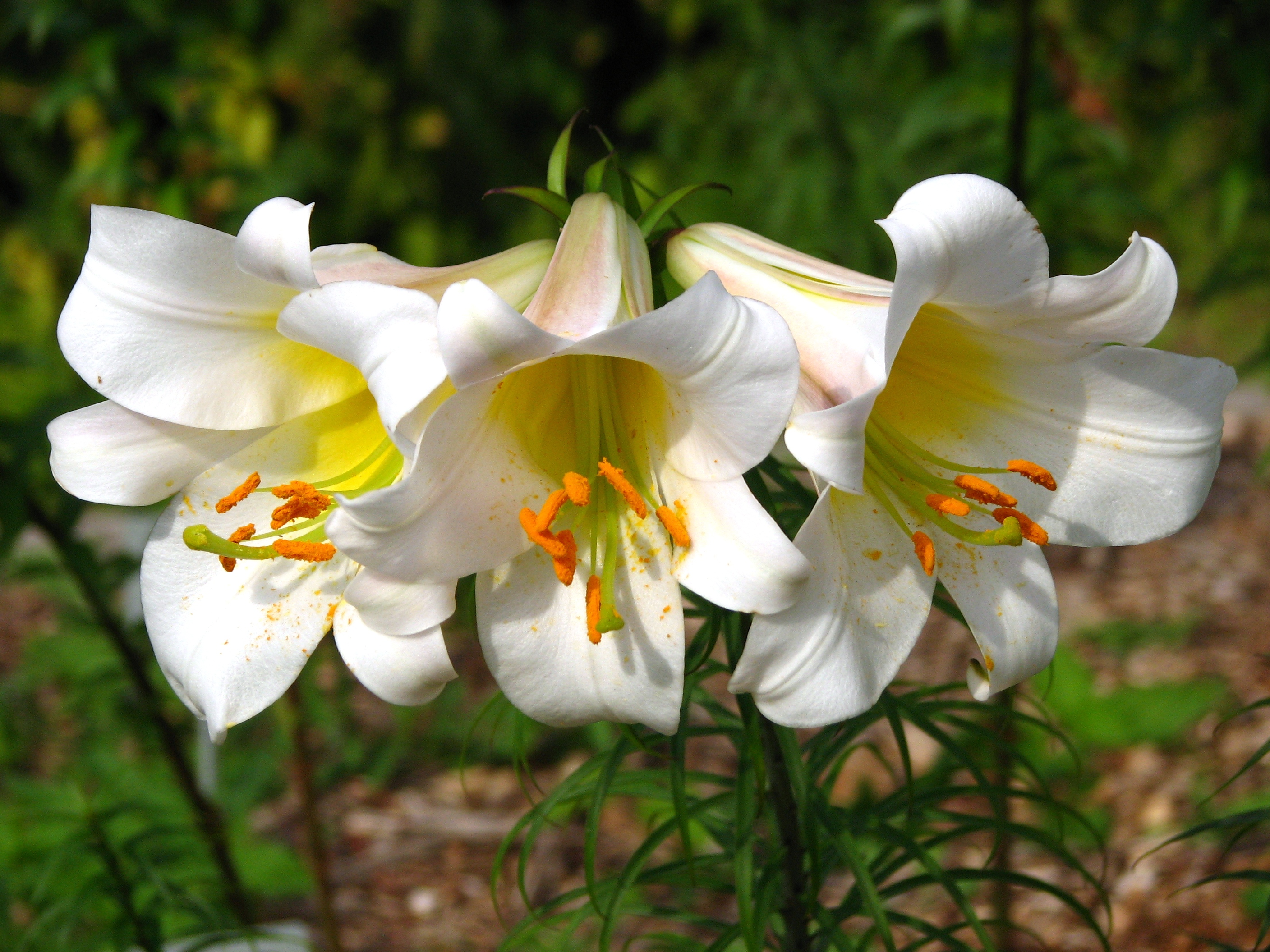
Lilium regale

- Lilium regale E.H.Wilson
- Lilium rhodopeum Delip.
- Lilium rockii R.H.Miao
- Lilium rosthornii Diels
- Lilium rubellum Baker
- Lilium rubescens S.Watson

## S

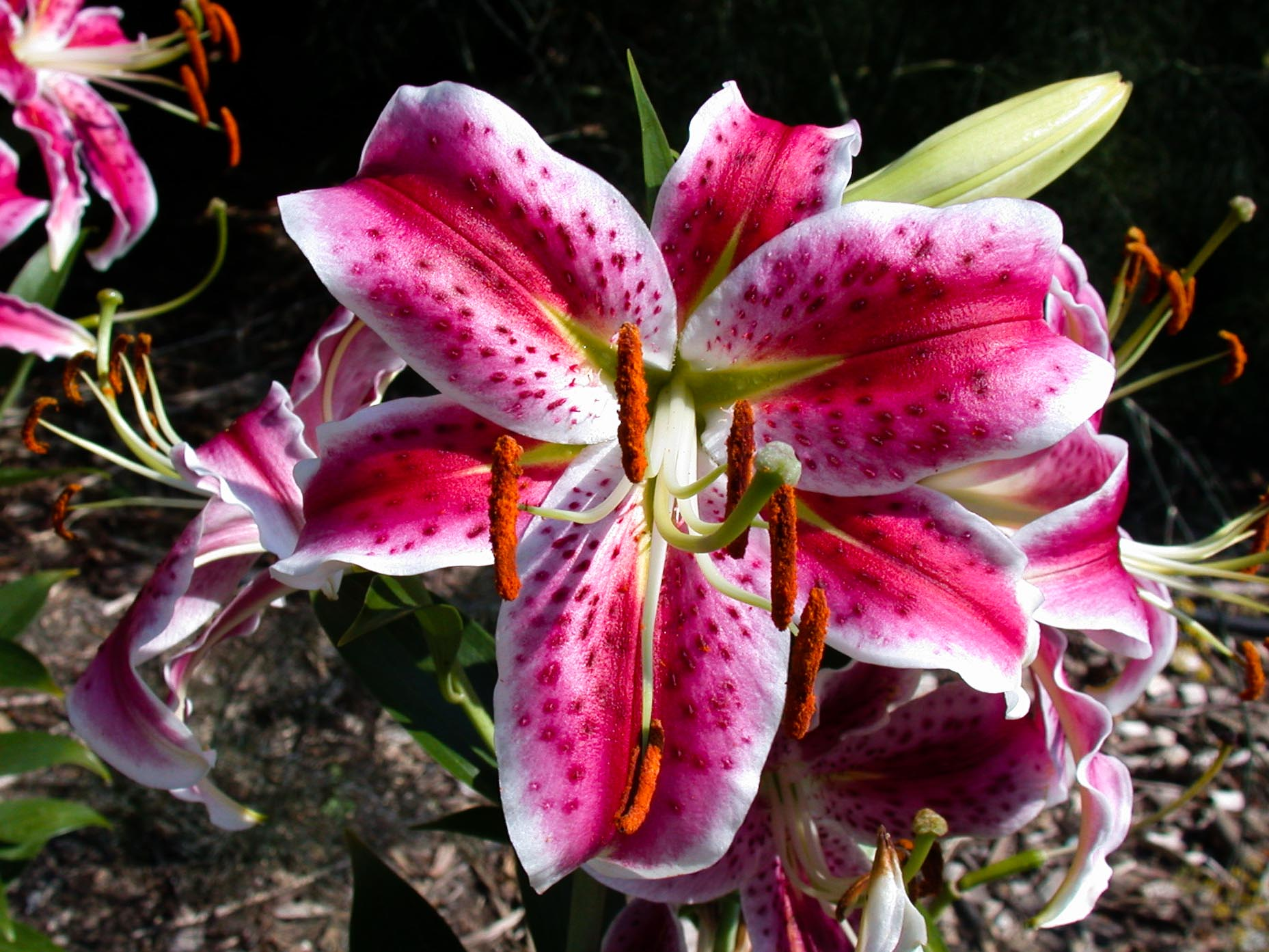
Lilium speciosum

- Lilium saluenense (Balf.f.) S.Yun Liang
- Lilium sargentiae E.H.Wilson
- Lilium sealyi Y.D.Gao
- Lilium sempervivoideum H.Lév.
- Lilium sherriffiae Stearn
- Lilium × shimenianum S.S.Ying
- Lilium souliei (Franch.) Sealy
- Lilium speciosum Thunb.
- Lilium stewartianum Balf.f. & W.W.Sm.
- Lilium sulphureum Baker ex Hook.f.
- Lilium superbum L.
- Lilium synapticum (Sealy) Y.D.Gao
- Lilium szovitsianum Fisch. & Avé-Lall.

## T
- Lilium taliense Franch.
- Lilium tenii H.Lév.

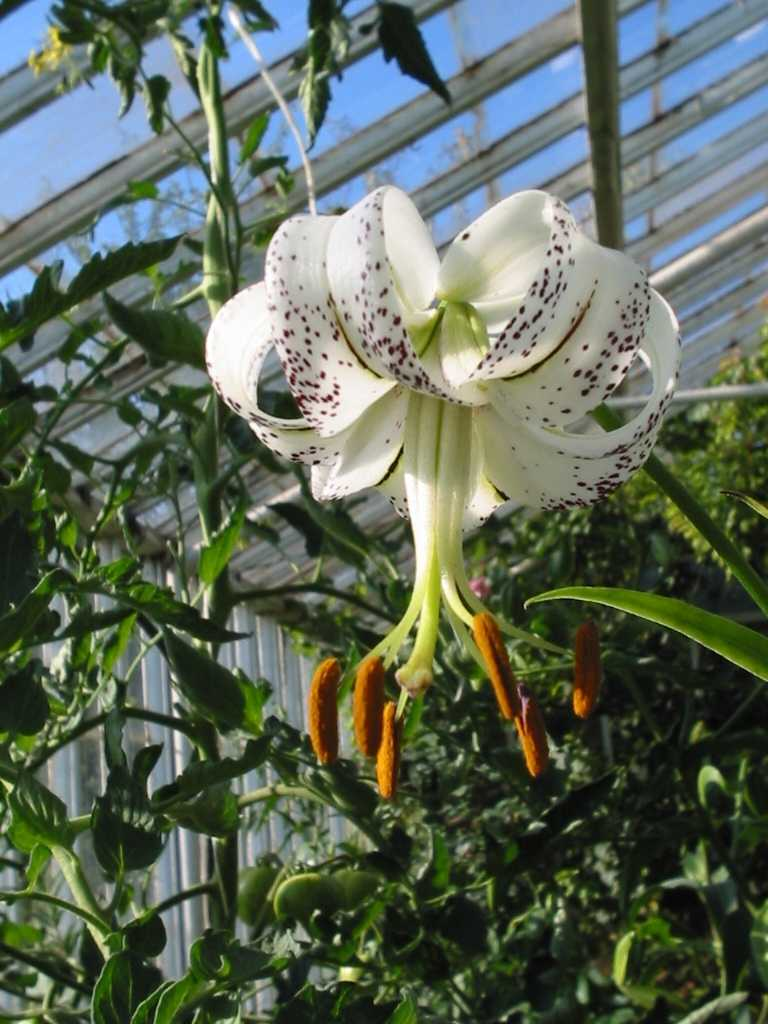
Lilium taliense

- Lilium tianschanicum N.A.Ivanova ex Grubov
- Lilium tsingtauense Gilg

## U
- Lilium ukeyuri Veitch ex R.Hogg

## W
- Lilium wallichianum Schult. & Schult.f.
- Lilium wardii Stapf ex F.C.Stern
- Lilium washingtonianum Kellogg

## Y
- Lilium yapingense Y.D.Gao & X.J.He